# Ресоцијализација
Ресоцијализација је плански и систематски програмиран процес кориговања друштвено неприлагођених ставова, уверења, система вредности и асоцијалног понашања. Циљ ресоцијализације је интегрисање или поновно интегрисање појединца са проблемима у понашању у друштвену средину. Постоје разноврсни програми третмана и ресоцијализације који се примењују у отвореној, полуотвореној или затвореној заштити.